# 小行星1747
小行星1747（1747 Wright）是一颗围绕太阳公转的小行星。1947年7月14日，卡爾·維爾塔寧在汉密尔顿山发现了此天体。
該小行星以美國天文學家威廉·哈蒙德·萊特命名。
这颗小行星的绝对星等为13.35等。